# Jean-Éric Troubat
Pour les articles homonymes, voir Troubat (homonymie).
Jean-Éric Troubat est un acteur et scénariste français, né le 13 avril 1959.

## Filmographie

### Acteur
- 1988 : Il y a des jours... et des lunes de Claude Lelouch.
- 1991 : Amour et Chocolat (TV) de Josée Dayan
- 1993 : La Cible de Pierre Courrège
- 1995 : Hommes, femmes, mode d'emploi de Claude Lelouch.
- 2001 : La Guerre à Paris de Yolande Zauberman

### Scénariste
- 1993 : Train fantôme, court-métrage.
- 2005 : Le Petit Lieutenant, de Xavier Beauvois.

## Distinctions
- Nomination aux César dans la catégorie du meilleur scénario original en 2006 pour Le Petit Lieutenant
- Prix du scénario au 7e festival des films francophones d'Athènes 2006.